# Her Last Affaire
Pour plus de détails, voir Fiche technique et Distribution.
Her Last Affaire est un film britannique réalisé par Michael Powell, sorti en 1936.

## Synopsis
La femme d'un politicien en vogue est trouvée morte dans une auberge, où elle avait été vue avec Alan, le secrétaire de son mari. Bien que suspecté, il a un alibi en béton.

## Fiche technique
- Titre original : Her Last Affaire
- Réalisation : Michael Powell
- Scénario : Ian Dalrymple, d'après la pièce de théâtre S.O.S. de Walter Ellis
- Direction artistique : J. Elder Wills
- Costumes : Gilbert Clark
- Photographie : Leslie Rowson, Geoffrey Faithfull
- Son : George Burgess
- Montage : Ian Dalrymple
- Production : Simon Rowson, Geoffrey Rowson
- Société de production : New Ideal Productions
- Société de distribution : Producers Distributing Corporation
- Pays d’origine :  Royaume-Uni
- Langue originale : anglais
- Format : noir et blanc — 35 mm — 1,37:1 — son Mono
- Genre : film policier
- Durée : 78 minutes
- Date de sortie :
  - Royaume-Uni : 25 mai 1936

## Distribution
- Hugh Williams : Alan Heriot
- Francis L. Sullivan : Sir Julian Weyre
- Viola Keats : Lady Avril Weyre
- Sophie Stewart : Jody Weyre
- John Laurie : Robb
- Googie Withers : Effie
- Felix Aylmer : Lord Carnforth
- Cecil Parker : Sir Arthur Harding
- Henry Caine : Inspector Marsh
- Eliot Makeham : Dr Rudd
- Shayle Gardner : Boxall
- Gerrard Tyrell : Martin Smith